# ديفيد ألين
ديفيد ألين (29 أكتوبر 1935 في المملكة المتحدة - 25 مايو 2014) (بالإنجليزية: David Allen)‏ هو لاعب كريكت بريطاني. شارك مع منتخب إنجلترا للكريكت.

## وصلات خارجية
- ديفيد ألين على موقع إي آس بي آن كريك إنفو (الإنجليزية)